# Catephia mosara
Catephia mosara là một loài bướm đêm trong họ Erebidae.